# Благовещенская церковь (Тула)
Храм Благовещения Пресвятой Богородицы — старейший православный храм Тулы, единственный в городе архитектурный памятник XVII века.

## История

### XVII—XIX века
До 1692 года Благовещенская церковь была деревянной. В писцовой книге 1625 года она упомянута с приделом Василия Блаженного. В 1687 году указывается только один престол — во имя Благовещения Пресвятой Богородицы. Из писцовых книг XVII века следует, что приход церкви состоял большей частью из посадских людей, казённых кузнецов и так называемых богаделенных нищих. Каменное здание храма было возведено в 1692 году стараниями священника старой деревянной Благовещенской церкви Феофилакта Федорова. В притворе храма сохранилась вмурованная в стену плита из белого известняка размером 119x69 см, надпись на которой рассказывает о времени построения храма, его строителе иеромонахе Феодосии, а также содержит завещание Феодосия.
Церковь имела придел Леонтия Ростовского, располагавшийся первоначально внутри храма. В 1760 году его перенесли в правую сторону трапезной, которую для этого расширили. В 1790 году сделали железную кровлю вместо тесовой, растесали окна алтаря. В 1804 году растесали и другие окна, отчего старинный фасад храма несколько изменился.

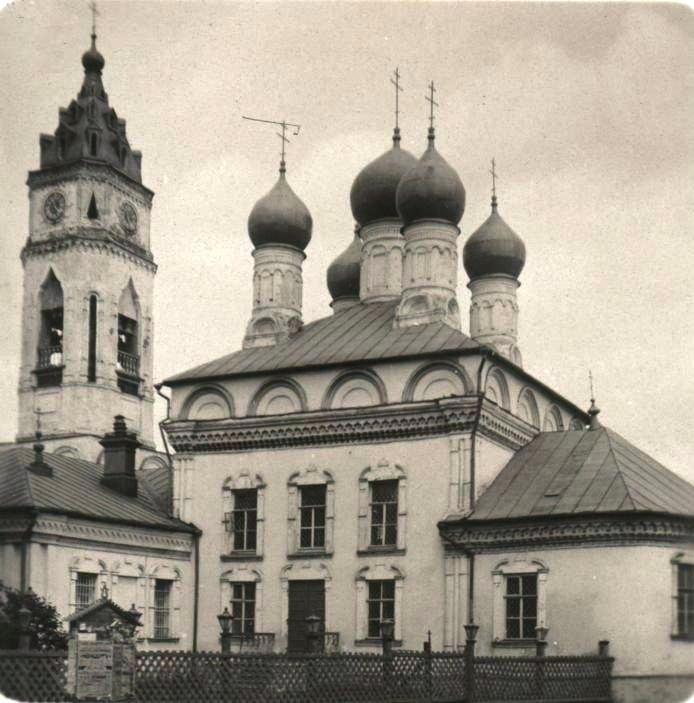
Благовещенская церковь в начале XX века

В 1858 году трапезная была расширена асимметричной пристройкой со стороны южного фасада, и по желанию прихожан в ней появился вместо прежнего Леонтиевского придел в честь Иверской иконы Божией Матери. Икона эта стала особо чтимою с 1850 года. Тогда недалеко от церкви случился пожар, грозивший при сильном ветре большим опустошением. Как только образ был вынесен на место пожара, ветер сразу утих и огонь удалось потушить. Серебряную ризу на чудотворную икону пожертвовал купец И. С. Ломов — в память избавления от того пожара. Придел Леонтия Ростовского перенесли на левую сторону трапезной. В 1862 году чеканного серебра 84-й пробы на иконах и утвари Благовещенской церкви (кроме евангелий) было более четырёх пудов.
Богадельня при Благовещенской церкви упоминается в 1785 году. Церковно-приходская школа при храме начала действовать в 1891 году. По наименованию храма была названа улица, на которой он стоял, — Благовещенская. В 1922 году её переименовали в Советский переулок, а в 1995 улице вернули историческое название.

### Советское время и современность
Храм был закрыт в 1932 году. В здании долгое время находился склад бакалейных товаров. В 1945 году здание Благовещенской церкви, согласно постановлению Совета Министров РСФСР, было поставлено на госохрану в качестве памятника истории и культуры. Реставрацию храма впервые провели в первой половине 1970-х годов тульские и московские мастера треста «Росреставрация». Были поправлены некоторые архитектурные детали, обследован обширный подклет, имевший когда-то хозяйственное назначение.
В 1990 году городские власти возвратили Благовещенскую церковь верующим. Её восстановлением занялся настоятель храма Двенадцати Апостолов протоиерей Лев Махно, назначенный в июне 1990 года настоятелем и Благовещенской церкви. Кровля храма была полностью заменена. Купола и колокольню покрыли красной медью, заделали трещины в стенах. Все работы производились на средства верующих.
26 октября 1990 года в храме Благовещения Пресвятой Богородицы по благословению митрополита Тульского и Белёвского Серапиона архиепископ Алма-Атинский и Казахстанский Алексий (ныне — митрополит Тульский и Ефремовский) освятил правый придел в честь Иверской иконы Божией Матери. Иконостас в приделе выполнил резчик по дереву Алексей Пятин. Иконы для иконостаса написал туляк Игорь Борисович Щелоков. В марте 1991 года на Благовещенскую колокольню подняли семь колоколов весом от 22 до одного пуда. Самый старый из них был отлит в 1771 году, самый поздний — в 1870 году. 7 апреля 1992 года, в праздник Благовещения, к 300-летию храма, был освящен его главный престол. 8 феврале 1995 года открылся для прихожан нижний храм-крещальня с престолом во имя иконы Божией Матери «Утоли Моя Печали». Чуть позже специалисты филиала Академии Наук из подмосковной Черноголовки смонтировали на колокольне часы.

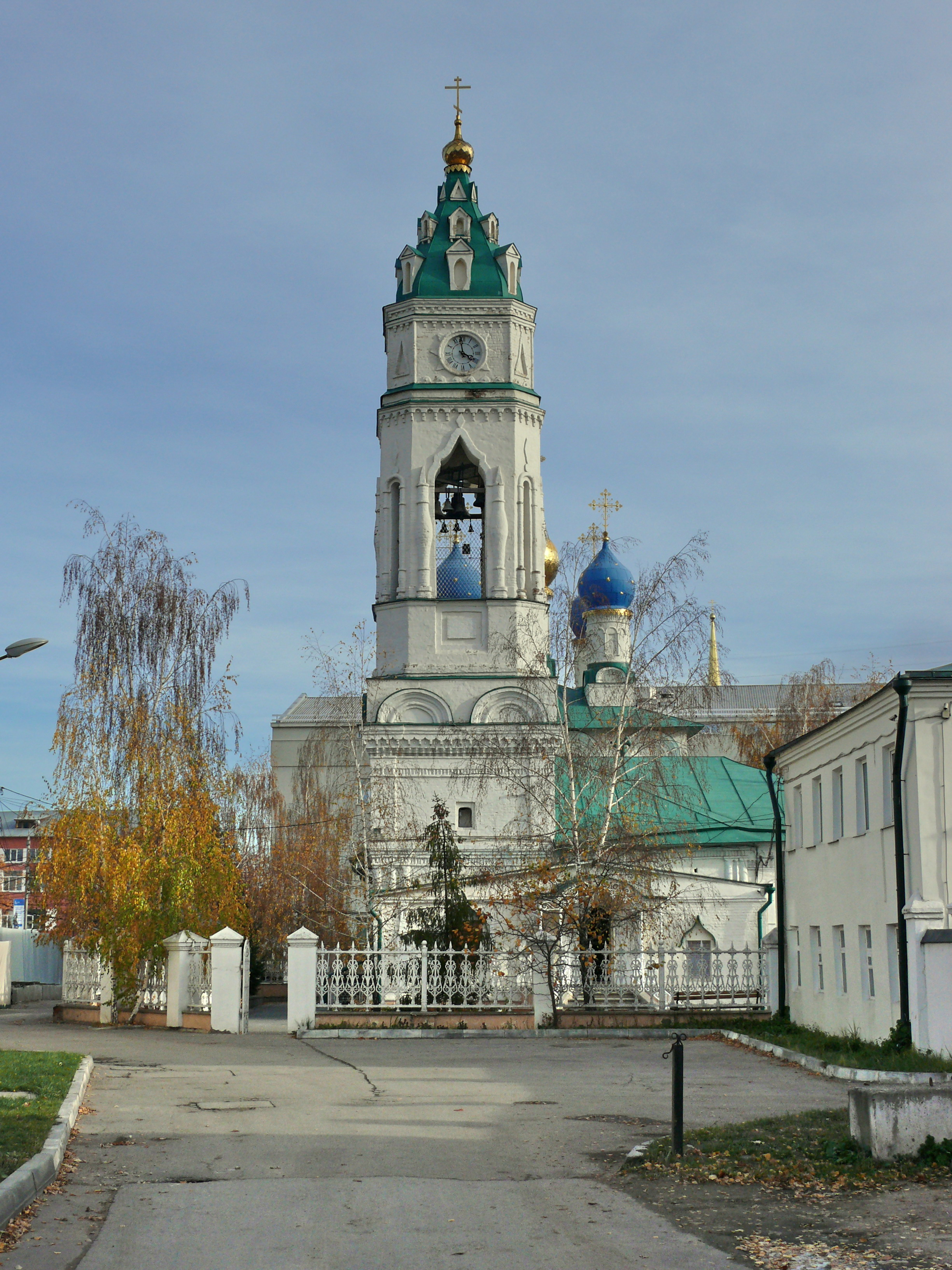
Вид на храм со стороны ул. Благовещенской

В настоящее время при храме работает начальная школа тульской Православной классической гимназии.
С осени 2022 года в Благовещенской церкви ведется реставрация. Ожидаемый срок окончания работ — конец сентября 2025 года.

## Архитектура
Благовещенская церковь — типичный пример небольших пятиглавых храмов «московского» типа. Почти кубический объём Благовещенской церкви, украшенный по углам пучками из трех тонких колонок — так называемых «дудочек» — опоясан широкой лентой карниза со сложным кирпичным узором. Над пучками колонок нарядный карниз раскрепован. Надкарнизная часть стен украшена рядом пластичных полукруглых кокошников, размещенных без увязки с осями нижележащих окон. Церковь покрыта на четыре ската.
Церковь завершена пятиглавием, барабаны которого покоятся на квадратных основаниях, украшенных с каждой стороны кокошниками. Барабаны глав не имеют оконных проемов — всё пятиглавие является чисто декоративным элементом, лишенным практического назначения. Два ряда окон создают обманчивое представление о двухэтажности здания. В действительности же все окна освещают единое, неразделенное по высоте пространство. Под зданием устроены просторные подвалы, охотно снимавшиеся окольными купцами для размещения в них складов.
К северо-западному углу трапезной примыкает высокая, увенчанная шатром, колокольня. Благовещенская колокольня построена, вероятно, одновременно с самой церковью, то есть в самом конце XVII столетия. На высоком четверике, украшенном кокошниками, находится не традиционный в XVI—XVII веках восьмерик, а высокий четверик — со слегка скошенными углами. Окна на гранях узкие и высокие в среднем ярусе и треугольные — в верхнем. Колокольня завершена шатром, высота которого едва достигает одной шестой общей высоты звонницы. На колокольне было семь колоколов.